# Altmühltrichter
Der Altmühltrichter ist ein Naturraum (110.30) der Südlichen Frankenalb im Südwestdeutschen Stufenland. Er ist Teil der Weißenburger Bucht, eines Unterraums des Vorlandes der Südlichen Frankenalb im Fränkischen Keuper-Lias-Land.

## Geographische Beschreibung
Es handelt sich beim Altmühltrichter um eine breite, feuchte Talniederung (dem nördlichen Teil des Altmühltals) mit weiten, randlichen Schotter- und Lössterrassen. Durch das Gebiet fließt die junge Altmühl. Das Gefälle ist mit 13 cm je Kilometer äußerst gering.
Der Altmühltrichter liegt vollständig im Osten des Landkreises Weißenburg-Gunzenhausen.
Im Nordwesten grenzt das Ornbau-Gunzenhausener Altmühltal (113.30) an; im Nordosten das Südliche Ansbacher Hügelland (113.20), die Weimersheimer Platte (110.31); im Südosten der Hahnenkamm-Liasgürtel (110.20), die Hahnenkamm-Vorberge (110.21) im Hahnenkamm-Vorland (110.2) und im Südwesten die Treuchtlinger Pforte (082.21).

## Besiedlung
Der größte Ort im Altmühltrichter ist Gunzenhausen. Weitere Ortschaften sind Aha, Windsfeld, Gundelsheim, Ehlheim, Trommetsheim, Lengenfeld und Bubenheim.